# ATP Finals 2023
De ATP Finals 2023 werden van 12 tot en met 19 november 2023 gehouden in de Pala Alpitour in Turijn. Er werd indoor op hardcourtbanen gespeeld. Het deelnemersveld bestond uit de beste acht spelers/dubbels van de ATP Rankings.
Novak Djokovic won zijn zevende titel en verbeterde daarmee het record van Roger Federer.

## Enkelspel

### Deelnemers
De acht geplaatste spelers:
| Nr. | Speler             | Ranking | Resultaat    |
| --- | ------------------ | ------- | ------------ |
| 1.  | Novak Djokovic     | 1       | Winnaar      |
| 2.  | Carlos Alcaraz     | 2       | Halve finale |
| 3   | Daniil Medvedev    | 3       | Halve finale |
| 4.  | Jannik Sinner      | 4       | Finalist     |
| 5.  | Andrej Roebljov    | 5       | Groepsfase   |
| 6.  | Stéfanos Tsitsipás | 6       | Groepsfase   |
| 7.  | Alexander Zverev   | 7       | Groepsfase   |
| 8.  | Holger Rune        | 8       | Groepsfase   |

### Prijzengeld en ATP-punten
| Resultaat                    | Prijzengeld | ATP-punten    |
| ---------------------------- | ----------- | ------------- |
| winnaar zonder nederlaag     | $ 4.801.500 | 1500          |
| winnaar                      | $ 3.330.600 | GF + 900      |
| finale                       | $ 1.105.000 | GF + 400      |
| groepsfase (per overwinning) | $ 390.000   | 200           |
| deelnemers                   | $ 325.500   | 3 wedstrijden |
| vervangers                   | $ 152.500   |               |

GF = Resultaten behaald in de groepsfase

### Groepsfase
De eindstand in de groepsfase wordt bepaald door achtereenvolgend te kijken naar eerst het aantal overwinningen in combinatie met het aantal wedstrijden. Mochten er dan twee spelers gelijk staan wordt er naar het onderling resultaat gekeken. Mocht het aantal overwinningen en wedstrijden bij drie of vier spelers gelijk zijn, valt degene die minder dan drie wedstrijden heeft gespeeld sowieso af en wordt er vervolgens gekeken naar het percentage gewonnen sets en eventueel gewonnen games. Als er dan nog steeds geen ranglijst opgemaakt kan worden dan beslist de ATP-ranglijst opgemaakt na het ATP-toernooi van Parijs.

#### Groene Poule
|                    |                    | score               |
| ------------------ | ------------------ | ------------------- |
| Jannik Sinner      | Stéfanos Tsitsipás | 6-4, 6-4            |
| Novak Đoković      | Holger Rune        | 7-6(4), 6-7(1), 6-3 |
| Stéfanos Tsitsipás | Holger Rune        | 1-2 (opgave)        |
| Novak Đoković      | Jannik Sinner      | 5-7, 7-6(5), 6-7(2) |
| Novak Đoković      | Hubert Hurkacz     | 7-6(1), 4-6, 6-1    |
| Jannik Sinner      | Holger Rune        | 6-2, 5-7, 6-4       |

| Nr. | Speler             | Wedstrijd w-v | Sets w-v | Games w-v |
| --- | ------------------ | ------------- | -------- | --------- |
| 1   | Jannik Sinner      | 3-0           | 6-2      | 49-39     |
| 2   | Novak Djokovic     | 2-1           | 5-4      | 54-49     |
| 3   | Holger Rune        | 1-2           | 4-4      | 29-36     |
| 4   | Stéfanos Tsitsipás | 0-2           | 0-4      | 8-12      |
| 5   | Hubert Hurkacz     | 0-1           | 1-2      | 13-17     |

#### Rode Poule
|                 |                  | score            |
| --------------- | ---------------- | ---------------- |
| Carlos Alcaraz  | Alexander Zverev | 7-6(3), 3-6, 4-6 |
| Daniil Medvedev | Andrej Roebljov  | 6-4, 6-2         |
| Carlos Alcaraz  | Andrej Roebljov  | 7-5, 6-2         |
| Daniil Medvedev | Alexander Zverev | 7-6(7), 6-4      |
| Carlos Alcaraz  | Daniil Medvedev  | 6-4, 6-4         |
| Andrej Roebljov | Alexander Zverev | 4-6, 4-6         |

| Nr. | Speler           | Wedstrijd w-v | Sets w-v | Games w-v |
| --- | ---------------- | ------------- | -------- | --------- |
| 1   | Carlos Alcaraz   | 2-1           | 5-2      | 39-33     |
| 2   | Daniil Medvedev  | 2-1           | 4-2      | 33-28     |
| 3   | Alexander Zverev | 2-1           | 4-3      | 40-35     |
| 4   | Andrej Roebljov  | 0-3           | 0-6      | 21-37     |

### Eindfase
|  | Halve finale | Halve finale    | Halve finale   | Halve finale | Halve finale |                |   | Finale        | Finale | Finale | Finale | Finale |
|  |              |                 |                |              |              |                |   |               |        |        |        |        |
|  | 4            | Jannik Sinner   | 6              | 64           | 6            |                |   |               |        |        |        |        |
|  | 3            | Daniil Medvedev | 3              | 7            | 1            |                |   |               |        |        |        |        |
|  | 3            | Daniil Medvedev | 3              | 7            | 1            |                | 4 | Jannik Sinner | 3      | 3      |        |        |
|  |              |                 |                |              |              |                | 4 | Jannik Sinner | 3      | 3      |        |        |
|  |              | 1               | Novak Djokovic | 6            | 6            |                |   |               |        |        |        |        |
|  | 2            | 1               | Novak Djokovic | 6            | 6            | Carlos Alcaraz | 3 | 2             |        |        |        |        |
|  | 2            |                 |                |              |              | Carlos Alcaraz | 3 | 2             |        |        |        |        |
|  | 1            | Novak Djokovic  | 6              | 6            |              |                |   |               |        |        |        |        |

## Dubbelspel

### Deelnemers
De acht geplaatste teams:
| Nr. | Team                                     | Ranking | Resultaat    |
| --- | ---------------------------------------- | ------- | ------------ |
| 1.  | Ivan Dodig Austin Krajicek               | 1       | Groepsfase   |
| 2.  | Wesley Koolhof Neal Skupski              | 2       | Groepsfase   |
| 3.  | Rohan Bopanna Matthew Ebden              | 3       | Halve finale |
| 4.  | Santiago González Édouard Roger-Vasselin | 4       | Halve finale |
| 5.  | Marcel Granollers Horacio Zeballos       | 5       | Finale       |
| 6.  | Rajeev Ram Joe Salisbury                 | 6       | Winnaars     |
| 7.  | Máximo González Andrés Molteni           | 7       | Groepsfase   |
| 8.  | Rinky Hijikata Jason Kubler              | top 20  | Groepsfase   |

### Prijzengeld en ATP-punten
| Resultaat                    | Prijzengeld | ATP-punten    |
| ---------------------------- | ----------- | ------------- |
| winnaar zonder nederlaag     | $ 943.650   | 1500          |
| winnaar                      | $ 527.650   | GF+900        |
| finale                       | $ 175.650   | GF+400        |
| groepsfase (per overwinning) | $ 95.000    | 200           |
| deelnemers                   | $ 132.000   | 3 wedstrijden |
| vervangers                   | $ 50.850    |               |

### Groepsfase
De eindstand in de groepsfase wordt bepaald door achtereenvolgend te kijken naar eerst het aantal overwinningen in combinatie met het aantal wedstrijden. Mochten er dan twee koppels gelijk staan wordt er naar het onderling resultaat gekeken. Mocht het aantal overwinningen en wedstrijden bij drie of vier koppels gelijk zijn, valt het koppel dat minder dan drie wedstrijden heeft gespeeld sowieso af en wordt er vervolgens gekeken naar het percentage gewonnen sets en eventueel gewonnen games. Als er dan nog steeds geen ranglijst opgemaakt kan worden dan beslist de ATP-ranglijst opgemaakt na het ATP-toernooi van Parijs.

#### Groene Poule
|                                          |                                          | score             |
| ---------------------------------------- | ---------------------------------------- | ----------------- |
| Ivan Dodig Austin Krajicek               | Máximo González Andrés Molteni           | 6-4, 6-2          |
| Santiago González Édouard Roger-Vasselin | Marcel Granollers Horacio Zeballos       | 6-2, 3-6, [7-10]  |
| Santiago González Édouard Roger-Vasselin | Máximo González Andrés Molteni           | 6-4, 6-4          |
| Ivan Dodig Austin Krajicek               | Marcel Granollers Horacio Zeballos       | 4-6, 4-6          |
| Ivan Dodig Austin Krajicek               | Santiago González Édouard Roger-Vasselin | 4-6, 6-3, [13-15] |
| Marcel Granollers Horacio Zeballos       | Máximo González Andrés Molteni           | 6-3, 6-4          |

| Nr. | Speler                                   | Wedstrijd w-v | Sets w-v | Games w-v |
| --- | ---------------------------------------- | ------------- | -------- | --------- |
| 1   | Marcel Granollers Horacio Zeballos       | 3-0           | 6-1      | 33-24     |
| 2   | Santiago González Édouard Roger-Vasselin | 2-1           | 5-3      | 31-27     |
| 3   | Ivan Dodig Austin Krajicek               | 1-2           | 3-4      | 30-28     |
| 4   | Máximo González Andrés Molteni           | 0-3           | 0-6      | 21-36     |

#### Rode Poule
|                             |                             | score            |
| --------------------------- | --------------------------- | ---------------- |
| Wesley Koolhof Neal Skupski | Rinky Hijikata Jason Kubler | 6-3, 6-4         |
| Rohan Bopanna Matthew Ebden | Rajeev Ram Joe Salisbury    | 3-6, 4-6         |
| Rohan Bopanna Matthew Ebden | Rinky Hijikata Jason Kubler | 6-4, 6-4         |
| Wesley Koolhof Neal Skupski | Rajeev Ram Joe Salisbury    | 3-6, 6-3, [7-10] |
| Wesley Koolhof Neal Skupski | Rohan Bopanna Matthew Ebden | 4-6, 6-7(5)      |
| Rajeev Ram Joe Salisbury    | Rinky Hijikata Jason Kubler | 5-7, 6-1, [10-2] |

| Nr. | Speler                      | Wedstrijd w-v | Sets w-v | Games w-v |
| --- | --------------------------- | ------------- | -------- | --------- |
| 1   | Rajeev Ram Joe Salisbury    | 3-0           | 6-2      | 34-23     |
| 2   | Rohan Bopanna Matthew Ebden | 2-1           | 4-2      | 32-30     |
| 3   | Wesley Koolhof Neal Skupski | 1-2           | 3-4      | 31-30     |
| 4   | Rinky Hijikata Jason Kubler | 0-3           | 1-6      | 23-36     |

### Eindfase
|  | Halve finale | Halve finale                             | Halve finale             | Halve finale | Halve finale |                          |                                    | Finale | Finale | Finale | Finale | Finale |
|  |              |                                          |                          |              |              |                          |                                    |        |        |        |        |        |
|  | 5            | Marcel Granollers Horacio Zeballos       | 7                        | 6            |              |                          |                                    |        |        |        |        |        |
|  | 3            | Rohan Bopanna Matthew Ebden              | 5                        | 4            |              |                          |                                    |        |        |        |        |        |
|  | 3            | Rohan Bopanna Matthew Ebden              | 5                        | 4            |              | 5                        | Marcel Granollers Horacio Zeballos | 3      | 4      |        |        |        |
|  |              |                                          |                          |              |              | 5                        | Marcel Granollers Horacio Zeballos | 3      | 4      |        |        |        |
|  |              | 6                                        | Rajeev Ram Joe Salisbury | 6            | 6            |                          |                                    |        |        |        |        |        |
|  | 6            | 6                                        | Rajeev Ram Joe Salisbury | 6            | 6            | Rajeev Ram Joe Salisbury | 7                                  | 3      | [10]   |        |        |        |
|  | 6            |                                          |                          |              |              | Rajeev Ram Joe Salisbury | 7                                  | 3      | [10]   |        |        |        |
|  | 4            | Santiago González Édouard Roger-Vasselin | 65                       | 6            | [7]          |                          |                                    |        |        |        |        |        |